# ماهیان باله‌شکافته
ماهیان باله‌شکافته (نام علمی: Goodeidae) نام یک تیره از راسته کپوردندان‌ماهی‌سانان است.